# Achalcus nigropunctatus
Achalcus nigropunctatus är en tvåvingeart som beskrevs av Marc Pollet och Jacques Brunhes 1996. Achalcus nigropunctatus ingår i släktet Achalcus och familjen styltflugor.
Artens utbredningsområde är Schweiz. Arten är reproducerande i Sverige. Inga underarter finns listade i Catalogue of Life.